# Beecher Falls
Beecher Falls – jednostka osadnicza w Stanach Zjednoczonych, w stanie Vermont, w hrabstwie Essex.